# Benton megye (Mississippi)
Benton megye az Amerikai Egyesült Államokban, azon belül Mississippi államban található. Megyeszékhelye és legnagyobb városa Ashland. Lakosainak száma 7646 fő (2020. április 1.). Benton megye Hardeman, Union, Marshall, Tippah és Fayette megyékkel határos.

## Népesség
A megye népességének változása:
| Lakosok száma | 8708 | 8727 | 8713 | 8571 | 8182 | 7646 |
|               | 2010 | 2011 | 2012 | 2013 | 2015 | 2020 |